# Grammia dodgei
Grammia dodgei är en fjärilsart som beskrevs av Butler 1881. Grammia dodgei ingår i släktet Grammia och familjen björnspinnare. Inga underarter finns listade i Catalogue of Life.